# Titina De Filippo

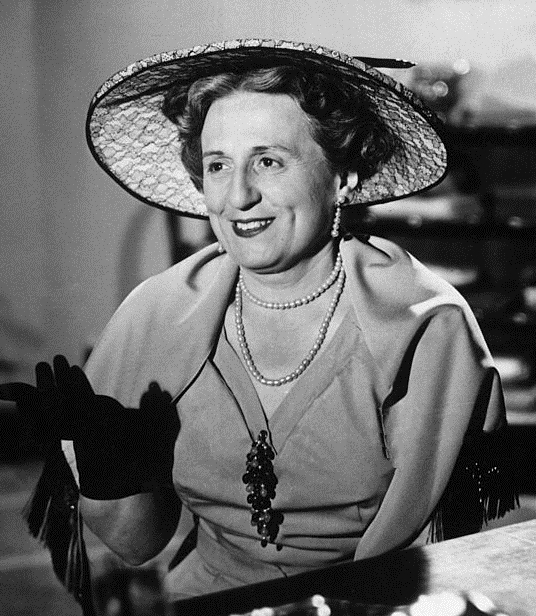

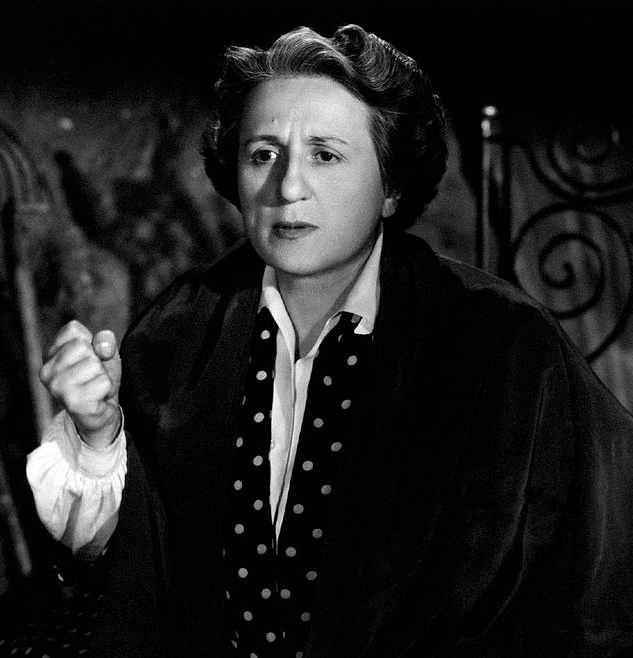
Titina De Filippo en 1952

Titina De Filippo (Annunziata De Filippo: Nápoles, 23 de marzo de 1898 - Roma, 26 de diciembre de 1963) fue una  actriz de teatro napolitana perteneciente a una familia del teatro italiano. Para ella, su hermano Eduardo De Filippo escribió el clásico teatral Filumena Marturano, estrenado en 1946 y llevado al cine en 1950 (con una película argentina), en 1951 (por los propios De Filippo) y en 1964 (Matrimonio a la italiana, de Vittorio De Sica); también se ofreció en la televisión italiana una adaptación en 1960.  

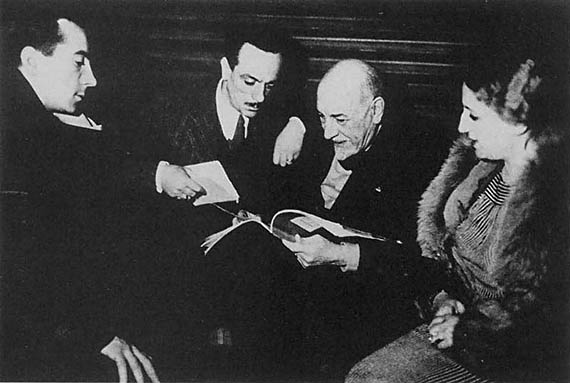
Foto de 1936: Los hermanos Eduardo, Peppino y Titina con Luigi Pirandello.

## Biografía
Hija natural del comediógrafo Eduardo Scarpetta y de Luisa De Filippo, y hermana de Eduardo De Filippo y de Peppino De Filippo, Titina empezó a trabajar en escena ya de niña. Actuó con Totò en el Teatro Nuovo di Napoli en la Compagnia Stabile Napoletana Molinari dirigida por Enzo Aulicino. En  1931 fundó junto a sus dos hermanos el Teatro Umoristico I De Filippo que debutó el 25 de diciembre con la comedia Natale in casa Cupiello, escrita por Eduardo. Se retiró en 1959, por una grave enfermedad.

## Filmografía

### Actriz cinematográfica
- Sono stato io! (1937)
- L'amor mio non muore... (1938)
- Frenesia (1939)
- San Giovanni decollato (1940)
- Villa da vendere (1941)
- Una volta alla settimana (1942)
- Non ti pago! (1942)
- Non mi muovo! (1943)
- Gli assi della risata  (1943)
- Ti conosco, mascherina! (1944)
- Uno tra la folla (1946)
- Assunta Spina  (1947)
- Napoli milionaria  (1950)
- Cameriera bella presenza offresi... (1951)
- Filumena Marturano (1951), adaptación de la obra homónima escrita por Eduardo De Filippo, hermano de Titina
- Cani e gatti (1952)
- Il tallone d'Achille (1952)
- Marito e moglie (1952)
- Cinque poveri in automobile (1952)
- I morti non pagano tasse (1952)
- Non è vero... ma ci credo! (1952)
- Ragazze da marito (1952)
- Il fuoco nelle vene (1953)
- Martin Toccaferro (1953)
- Cento anni d'amore (1954)
- La vena d'oro (1955)

- La fortuna di essere donna (1956)
- I pappagalli (1956)
- I vagabondi delle stelle (1956)
- Totó, Pepino y los forajidos (1956)
- Guaglione (1957)
- Non cantare... baciami! (1957)
- La canzone del destino (1957)
- Totò, Vittorio e la dottoressa (1957)
- E' arrivata la parigina (1958)
- Napoli, sole mio! (1958)
- Noi siamo due evasi (1959)
- Ferdinando I° re di Napoli (1959)